# Скотс-Валлі
Скотс-Валлі (англ. Scotts Valley) — місто (англ. city) в США, в окрузі Санта-Крус штату Каліфорнія, приблизно за 48 кілометрів (30 миль) на південь від міста Сан-Хосе і за десять кілометрів (6 миль) на північ від затоки Монтерей, розташоване біля гір Санта-Крус. Населення — 12 224 особи (2020).
Головна дорога до міста — State Route 17, яка з'єднує Сан-Хосе і Санта-Крус.

## Географія
Скотс-Валлі розташований за координатами 37°3′20″ пн. ш. 122°0′42″ зх. д. / 37.05556° пн. ш. 122.01167° зх. д. (37.055441, -122.011794).  За даними Бюро перепису населення США в 2010 році місто мало площу 11,90 км², уся площа — суходіл.

### Клімат
| Клімат : Скотс-Валлі  | Клімат : Скотс-Валлі | Клімат : Скотс-Валлі | Клімат : Скотс-Валлі | Клімат : Скотс-Валлі | Клімат : Скотс-Валлі | Клімат : Скотс-Валлі | Клімат : Скотс-Валлі | Клімат : Скотс-Валлі | Клімат : Скотс-Валлі | Клімат : Скотс-Валлі | Клімат : Скотс-Валлі | Клімат : Скотс-Валлі | Клімат : Скотс-Валлі |
| Показник              | Січ.                 | Лют.                 | Бер.                 | Квіт.                | Трав.                | Черв.                | Лип.                 | Серп.                | Вер.                 | Жовт.                | Лист.                | Груд.                | Рік                  |
| Середній максимум, °C | 15,9                 | 16,8                 | 18,0                 | 19,7                 | 21,2                 | 22,7                 | 23,0                 | 23,5                 | 23,6                 | 21,9                 | 18,3                 | 15,6                 | 20,0                 |
| Середній мінімум, °C  | 4,9                  | 5,9                  | 6,7                  | 7,5                  | 9,2                  | 10,8                 | 12,1                 | 12,2                 | 11,4                 | 9,4                  | 6,8                  | 4,9                  | 8,5                  |
| Норма опадів, мм      | 163                  | 158                  | 119                  | 51                   | 22                   | 5                    | 0                    | 1                    | 7                    | 37                   | 95                   | 144                  | 801                  |
| Днів з опадами        | 10,6                 | 10,9                 | 10,0                 | 5,9                  | 3,3                  | 1,3                  | 0,3                  | 0,7                  | 1,5                  | 3,5                  | 7,5                  | 10,7                 | 66,2                 |
| --------------------- | -------------------- | -------------------- | -------------------- | -------------------- | -------------------- | -------------------- | -------------------- | -------------------- | -------------------- | -------------------- | -------------------- | -------------------- | -------------------- |
| Джерело: NOAA         |                      |                      |                      |                      |                      |                      |                      |                      |                      |                      |                      |                      |                      |

## Демографія
Згідно з переписом 2010 року, у місті мешкало 11 580 осіб у 4426 домогосподарствах у складі 3086 родин. Густота населення становила 973 особи/км².  Було 4610 помешкань (387/км²).
Расовий склад населення:
| - 86,0 % — білих - 5,1 % — азіатів - 0,9 % — чорних або афроамериканців - 0,5 % — корінних американців - 0,2 % — вихідців з тихоокеанських островів - 2,5 % — осіб інших рас |

До двох чи більше рас належало 4,9 %. Частка іспаномовних становила 10,0 % від усіх жителів.
За віковим діапазоном населення розподілялося таким чином: 24,7 % — особи молодші 18 років, 61,7 % — особи у віці 18—64 років, 13,6 % — особи у віці 65 років та старші. Медіана віку мешканця становила 41,7 року. На 100 осіб жіночої статі у місті припадало 95,1 чоловіків;  на 100 жінок у віці від 18 років та старших — 91,0 чоловіків також старших 18 років.
Середній дохід на одне домашнє господарство  становив 129 161 долар США (медіана — 101 475), а середній дохід на одну сім'ю — 152 936 доларів (медіана — 113 546). Медіана доходів становила 86 492 долари для чоловіків та 53 563 долари для жінок. За межею бідності перебувало 4,8 % осіб, у тому числі 4,4 % дітей у віці до 18 років та 2,5 % осіб у віці 65 років та старших.
Цивільне працевлаштоване населення становило 5870 осіб. Основні галузі зайнятості: освіта, охорона здоров'я та соціальна допомога — 26,1 %, мистецтво, розваги та відпочинок — 12,9 %, роздрібна торгівля — 11,3 %, виробництво — 11,3 %.

## Особистості
- Найвідомішим жителем Скотс-Валлі був режисер Альфред Хічкок, який жив біля міста з 1940 по 1972 рік.